# روسی مکلنن
روسی مکلنن (به انگلیسی: Rosie MacLennan) ژیمناست زادهٔ ۲۸ اوت ۱۹۸۸ میلادی اهل کشور کانادا است.